# Студена Гора
Студена Гора (словен. Studena Gora) — поселення в общині Ілірська Бистриця, Регіон Нотрансько-крашка, Словенія. Висота над рівнем моря: 576,5 м.